# خزه سرگین گردمیوه
خزه سرگین گردمیوه (نام علمی: Splachnum sphaericum) نام یک گونه از تیره خزه‌های سرگین است.